# Gevlekte dovenetel
De gevlekte dovenetel (Lamium maculatum) is een in West-Europa algemeen voorkomende dovenetel.
De gevlekte dovenetel is een 20-80 cm hoge, vaste plant. De plant heeft 2-3 cm grote, roze bloemen; deze zijn groter dan die van de paarse dovenetel (Lamium purpureum). De 'vlek' in de naam slaat op de zilverkleurige / grijze streep langs de hoofdnerf van het blad. Een ander kenmerk: de gevlekte onderlip van de bloem. De helmhokjes zijn bruin-paars (bij de witte dovenetel (Lamium album) zijn deze zwart). De bloeitijd is van april tot november.
De plant groeit vaak op dezelfde plaatsen als de paarse dovenetel, de witte dovenetel en brandnetels: op ruderale gronden, langs bermen, parkranden, bosranden, bij composthopen. De plant houdt van een enigszins vochtige grond.

## Voorkomen
De plant vormt vaak dicht opeengedrongen groepen. De noordgrens van het verspreidingsgebied wordt ongeveer gevormd door de 54e breedtegraad. In België en Nederland komt de plant dan ook redelijk algemeen voor, hoewel meer ten zuiden dan ten noorden van het rivierengebied.

## Cultivars
De plant wordt ook veel in tuinen gekweekt waarvoor een aantal cultivars zijn ontwikkeld:
- Lamium maculatum 'Album' (witte bloem)
- Lamium maculatum 'Annecy'
- Lamium maculatum 'Aureum'
- Lamium maculatum 'Beacon Silver' (roze blad)
- Lamium maculatum 'Brightstone Pearl'
- Lamium maculatum 'Changeling'
- Lamium maculatum 'Chequers'
- Lamium maculatum 'Golden Nuggets'
- Lamium maculatum 'Orchid Frost' (zilver wit gevlekte bladeren)
- Lamium maculatum 'Pink Pewter' (bijne geheel zilverwitte bladeren, roze bloem)
- Lamium maculatum 'Purple Dragon' (diep paarse bloemen)
- Lamium maculatum 'Roseum' (purperroze)
- Lamium maculatum 'Salmoneum'
- Lamium maculatum 'Variegatum'
- Lamium maculatum 'White Nancy' (zilveren blad, blauw groene rand, witte bloem)

De plant verspreidt zich zowel door worteluitlopers als door verspreiding van de zaden door mieren.

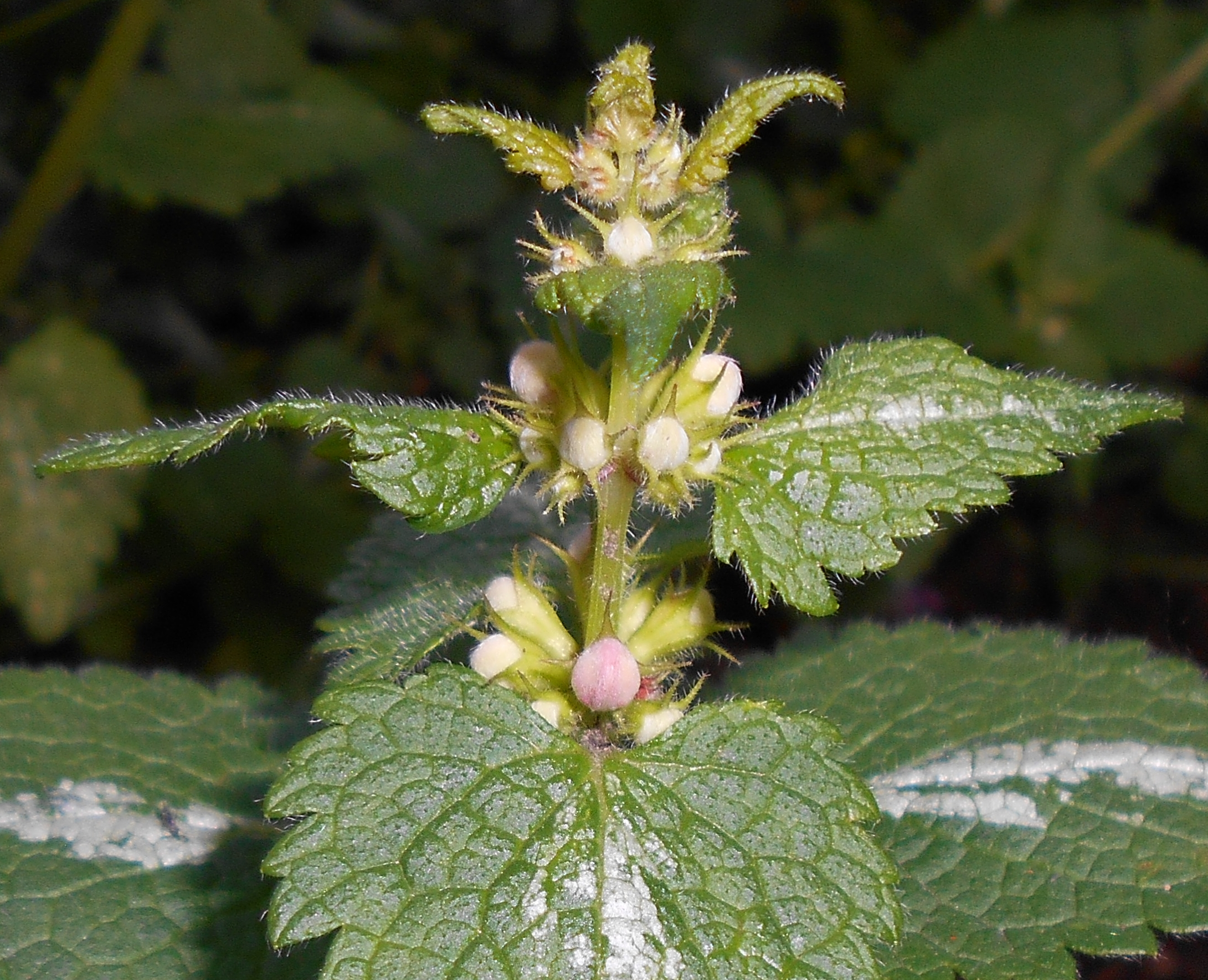
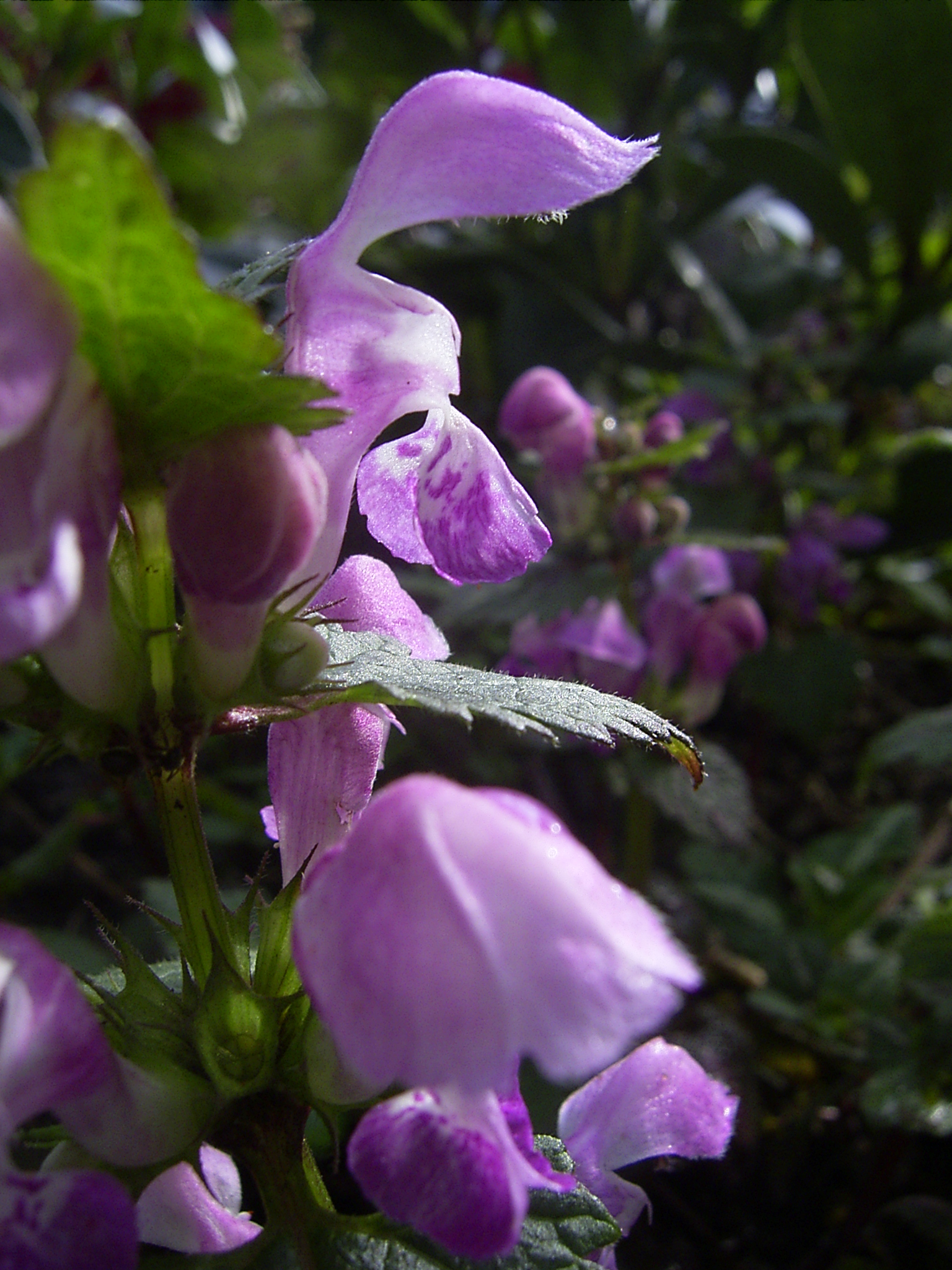
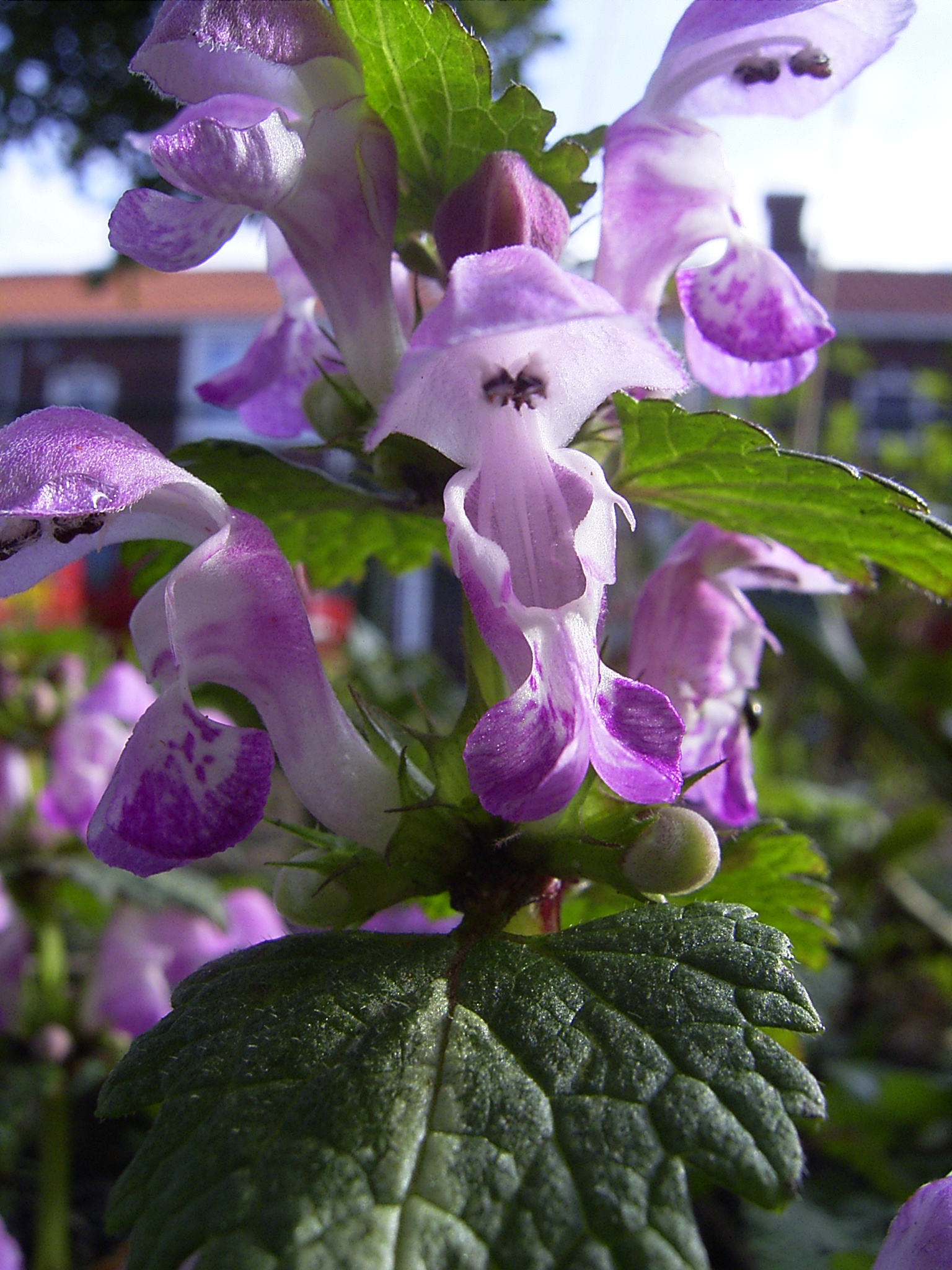
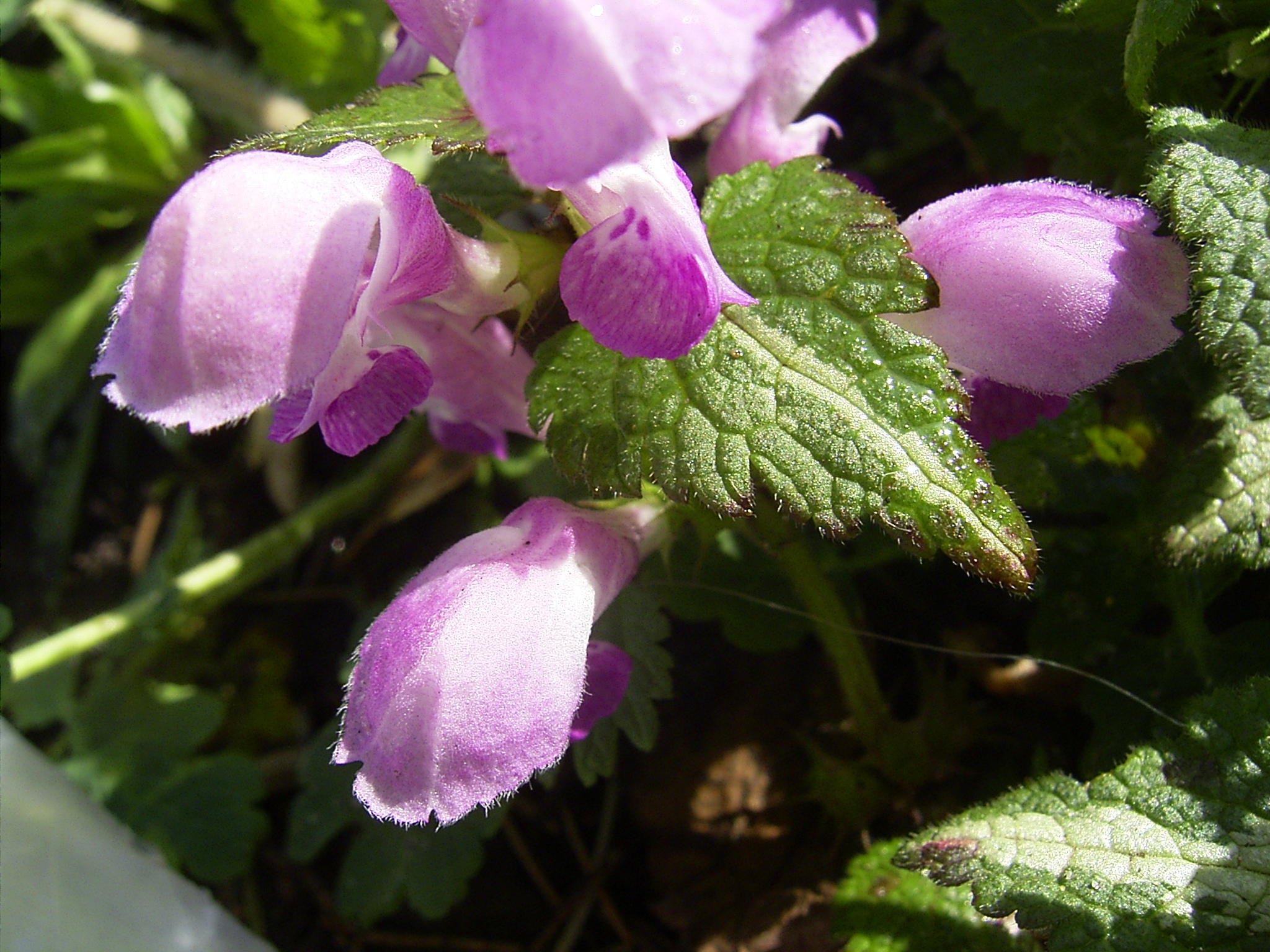
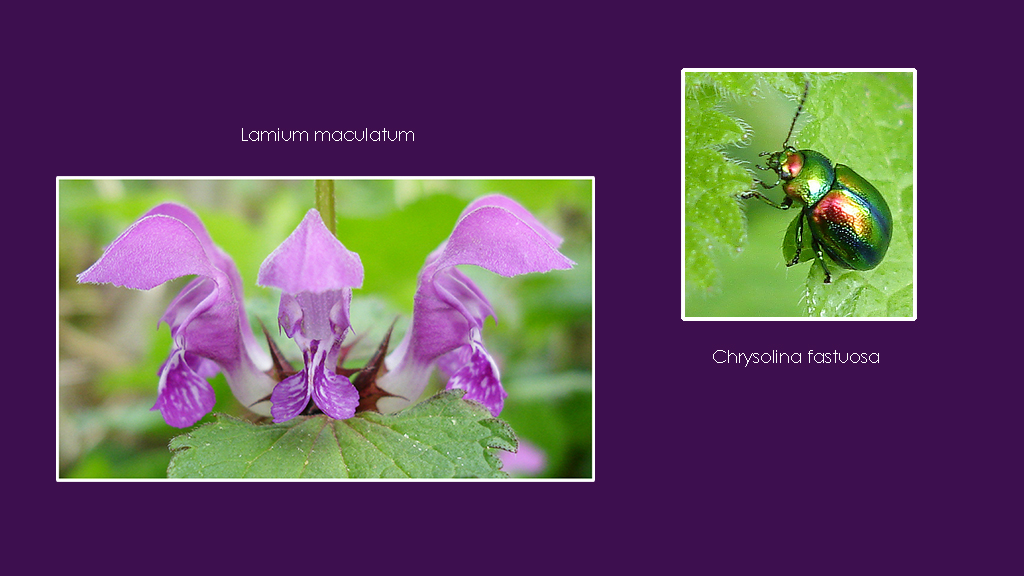